# Arbust

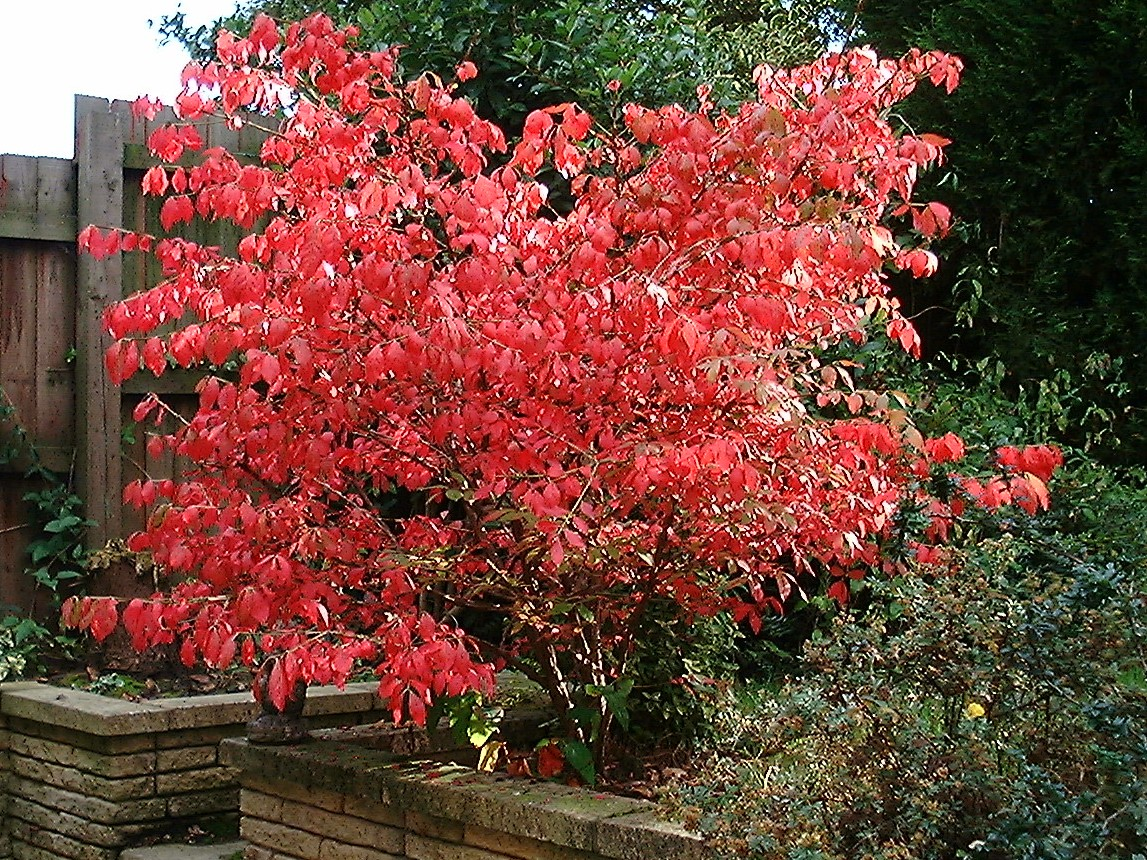
Rug aprins (Euonymous alatus)

Arbustul este o plantă perenă, cu toată tulpina lemnoasă sau cu mai multe tulpini, de înălțime mică, cu aspect de tufă, lipsită de trunchi și fără muguri axilari. Spre deosebire de arbore, care are un trunchi mai înalt și o coroană, arbustul crește sub formă de  tufișuri cu o înălțime medie de 2 – 5 m. Exemplu: coacăz (Ribes rubrum).
Spre deosebire de arbust, la subarbust este lemnoasă numai baza tulpinii. Ramificațiile sunt ierboase și trăiesc numai un an. Subarbuștii nu depășesc înălțimea de 1 m. Exemplu: lăsnicior (Solanum dulcamara).